# Tyria fulvescens
Tyria fulvescens är en fjärilsart som beskrevs av Arnold Spuler. Tyria fulvescens ingår i släktet Tyria och familjen björnspinnare. Inga underarter finns listade i Catalogue of Life.